# Fullen (Adelsgeschlecht)

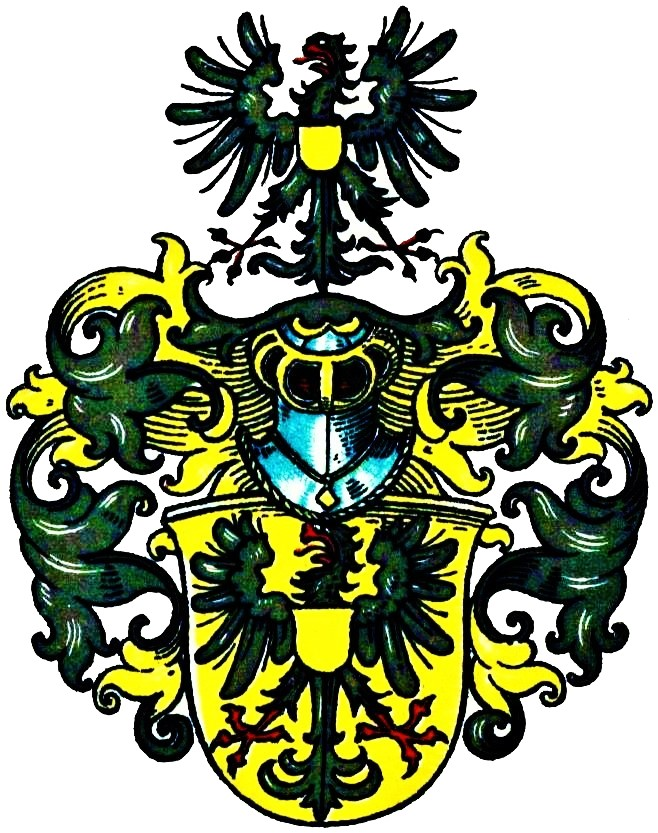
Wappen derer von Fullen im Wappenbuch des Westfälischen Adels

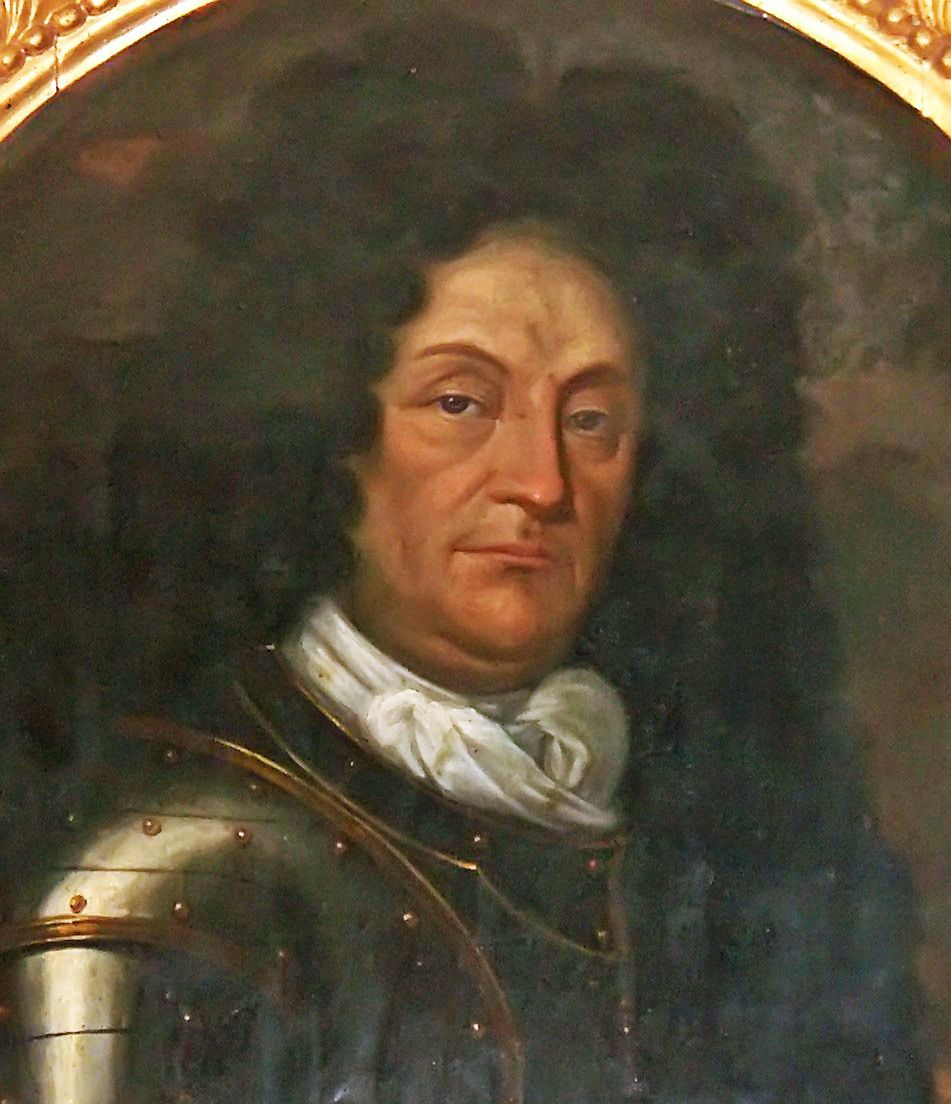
Statz Friedrich I. von Fullen (1638–1703)

Fullen (auch: Füllen, Fulle, Fulden, Fulde o. ä.) ist der Name eines erloschenen niedersächsischen Adelsgeschlechts.

## Geschichte
Das alte, niedersächsische Geschlecht stammt aus Fulde bei Walsrode an der Fulde.
Otto von Fullen, Domdechant zu Verden, erscheint urkundlich 1475. Friedrich von Fullen war Drost zu Gronenberg. Zu denen Nachkommen gehörten Jobst von Fullen († 1653), Herr zu Dratum und Gut Stockum bei Osnabrück, Drost zu Gronenberg und fürstlich-osnabrückscher Hofmarschall, und Friedrich von Fullen (1592–1663), Herr auf Eystrup, fürstlich-braunschweigisch-lüneburgischer Drost zu Steierborg und Schatzrat der Grafschaft Hoya. Letzterer hatte mit Margaretha Sophia von Münchhausen zwei den Stamm fortsetzende Söhne: Statz Friedrich I. von Fullen (1638–1703) und Johann Hartmann von Fullen.
Statz Friedrich I. von Fullen, kursächsischer Kriegsrat, Assessor des Oberhofgerichts zu Leipzig und Ober-Landkommissar, erwarb durch Vermählung und Kauf die Güter Markkleeberg, Cröbern, Störmthal und Liebertwolkwitz bei Leipzig. Sein Sohn Statz Friedrich II. von Fullen (1666–1704), der aus Statz Friedrichs I. erster Ehe mit Anna Catharina von Anckelmann († 1682) stammte, war ab 1699 mit Juliane Maria Gräfin von Schönburg verheiratet und kursächsischer Major sowie Kommissar des Leipziger Kreises. Ein weiterer Sohn aus einer 1683 geschlossenen zweiten Ehe mit Anna Dorothea von Seidlitz, Statz Hilmar von Fullen (* 1691), übernahm später die Güter Markkleeberg, Störmthal und Liebertwolkwitz und war königlich-polnischer und kurfürstlich-sächsischer Kammerherr und Ordinarius-Assessor des Oberhofgerichts zu Leipzig. Er erhielt 1711 auf dem Wahltag zu Frankfurt am Main den Ritterschlag. 1734 lebte er noch. Störmthal war noch 1751 und Bierde bei Ahlden im Lüneburgischen noch 1777 in Familienhand.
Johann Hartmann von Fullen, Herr auf Sietke im Braunschweigischen, hatte einen Sohn, Johann Friedrich von Fullen, der kaiserlich-russischer Oberst war.
Der Besitz des 1798 ausgestorbenen Geschlechts ging an die von Oeynhausen.

## Persönlichkeiten
- Statz Friedrich von Fullen (1638–1703), königlich-polnischer und kurfürstlich-sächsischer Geheimer Kriegsrat

## Wappen
Blasonierung: In Gold ein schwarzer Adler, auf der Brust ein goldenes Schildchen tragend. Auf dem Helm derselbe Adler mit Schildchen. Die Helmdecken sind schwarz-golden.